# La Mata de los Olmos
La Mata de los Olmos è un comune spagnolo di 265 abitanti situato nella comunità autonoma dell'Aragona.